# Ford Performance Vehicles
Ford Performance Vehicles foi o departamento da Ford na Austrália lançado em 2002 e terminado em 2014. Apoiou-se na técnica e a paixão da Tickford que tinha ficado famosa previamente neste setor. Era a divisão da fabricante de carros americana Ford Motor Company baseada em Melbourne. A FPV produziu carros de confiança alta e qualidade que beneficiam do ambiente global da Ford.

## Modelos

### Carros
Série BA
- FPV BA GT
- FPV BA GT-P
- FPV BA Pursuit

BA MkII atualização
- FPV BA MkII GT
- FPV BA MkII GT-P
- FPV BA MkII Pursuit

Série BF
- FPV BF GT
- FPV BF GT-P
- FPV BF Pursuit
- FPV BF Super Pursuit
- FPV BF F6 Typhoon (sedã)
- FPV BF F6 Tornado (picape)

BF MkII atualização
- FPV BF MkII GT
- FPV BF MkII GT-P
- FPV BF MkII Pursuit
- FPV BF MkII Super Pursuit
- FPV BF MkII F6 Typhoon (sedã)
- FPV BF MkII F6 Tornado
- FPV BF MkII GT-R Spec R Cobra (edição limitada de 30º aniversário com 400 sedãs e 100 picapes)
- FPV BF MkII Force 6
- FPV BF MkII Force 8

Série FG
- FPV FG F6 (sedã e picape)
- FPV FG F6 E
- FPV FG GS (sedã e picape)
- FPV FG GT
- FPV FG GT E
- FPV FG GT-P
- FPV FG F6 (sedã e picape)
- FPV FG F6 E
- FPV FG Pursuit
- FPV FG Super Pursuit

### SUVs
- FPV F6X